# Oud-gemeentehuis van Zonhoven

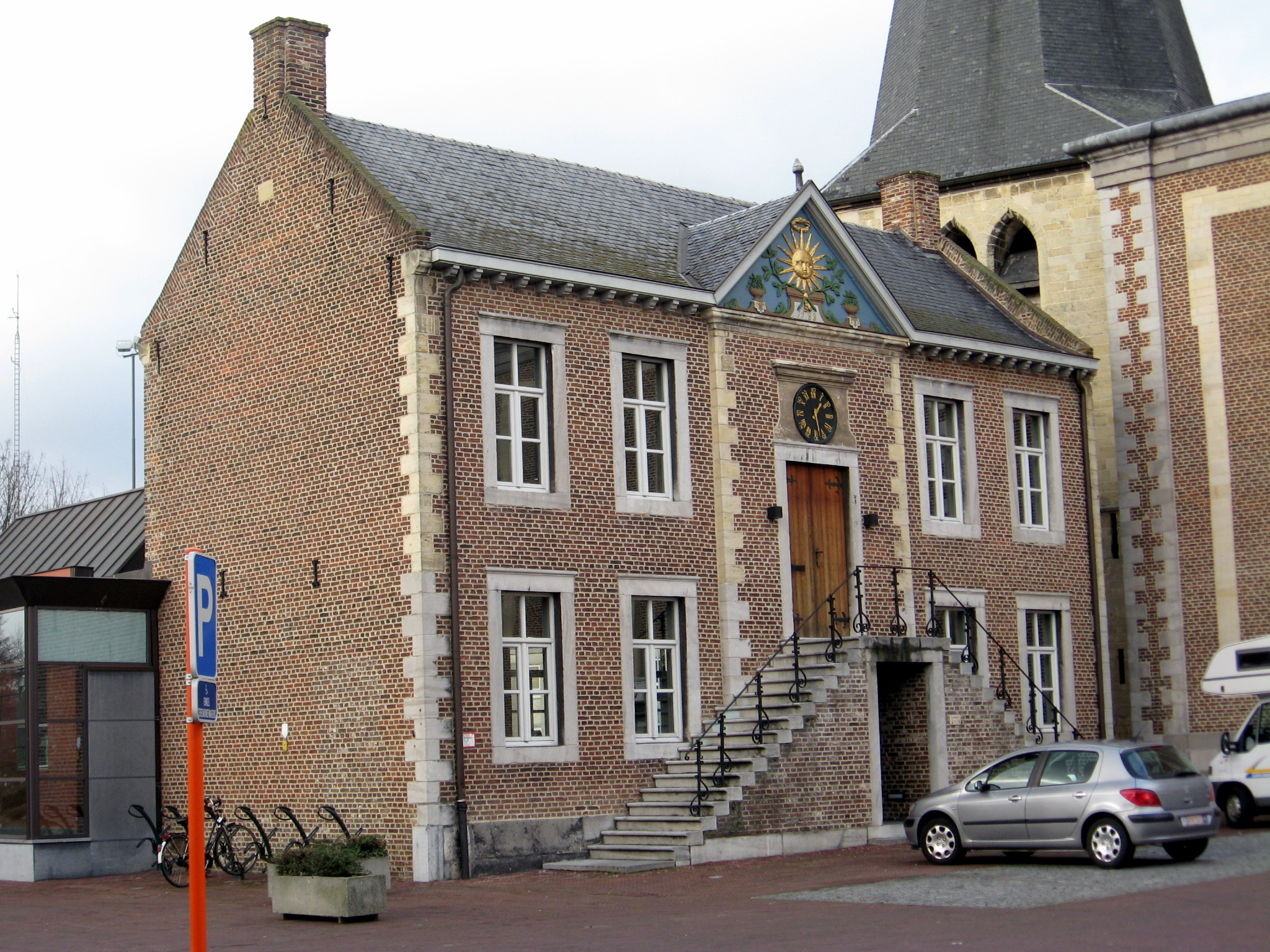
Het oud-gemeentehuis van Zonhoven

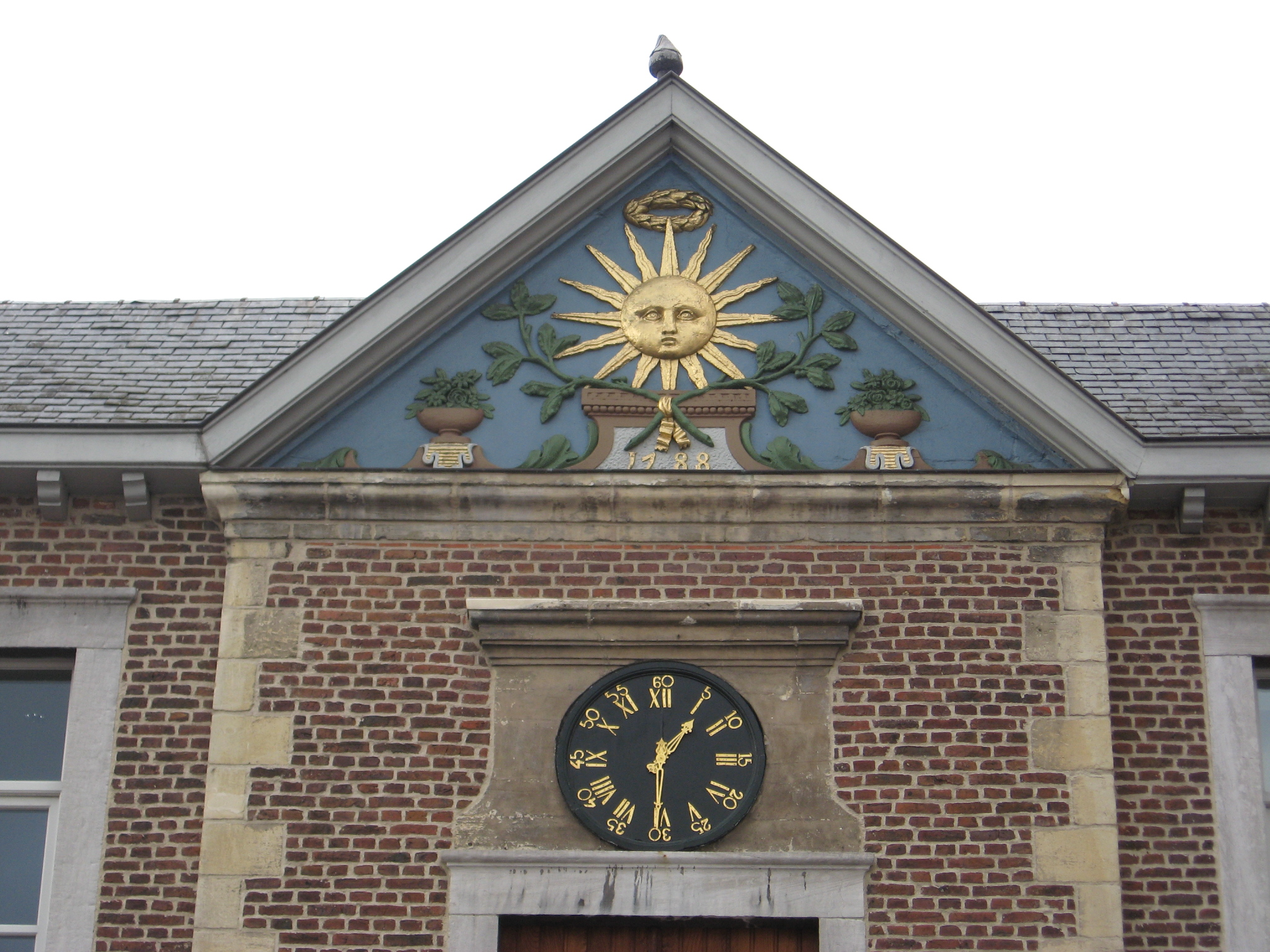
Detail van fronton en uurwerk

Het oud-gemeentehuis van Zonhoven is een classicistisch gebouw in de Belgische gemeente Zonhoven. Het voormalige gemeentehuis dateert van 1788 en is beschermd als monument. Het is het enige plattelandsgemeentehuis in Limburg dat dateert van de periode vóór de Franse Revolutie.

## Geschiedenis
Al in het begin van de 18e eeuw was er in Zonhoven een schoolgebouw waar eveneens de gemeentelijke vergaderingen plaatsvonden. Het schoolhuis lag aan de hoofdstraat vlak naast de kerkhofmuur. Bij de start van de bouw van de Sint-Quintinuskerk in 1785 verdween het kerkhof aan de straatzijde en werd het duidelijk dat het schoolhuis een deel van het zicht op de nieuwe kerk zou wegnemen. Het toenmalige gemeentebestuur besloot daarom op het plein voor de ingang van de nieuwe kerk een nieuw school- en gemeentehuis te bouwen. Het gebouw kwam net voor de behouden vroeggotische toren van de vorige kerk te staan. Het verdwijnen van het zicht op de toren zorgde ervoor dat de nieuwe kerk en het gemeentehuis één classicistisch geheel zouden gaan vormen. Op 7 september 1788 werd de eerste steen gelegd van het nieuwe gemeentehuis. Het fronton in de voorgevel werd in augustus 1789 aangebracht, het uurwerk eronder in 1790.
Tot in 1925 bleven de gemeenteschool en de kleine gevangenis in het gemeentehuis gehuisvest. Daarna werd het hele gebouw in beslag genomen door de gemeentelijke administratieve diensten. In 1938 werd op de begane grond een politiecommissariaat ingericht. In 1949 werd de voorgevel samen met de voorgevel van de kerk om artistieke redenen beschermd als monument. Het gebouw werd in 1962 uitgebreid met een  linkervleugel in de stijl van het bestaande classicistische gebouw. De voorgevel werd in 1968 gerestaureerd. Tot 1973 fungeerde het gebouw als gemeentehuis. Daarna verhuisde de gemeentelijke administratie naar het nieuwe, veel ruimere gemeentehuis dat tussen 1970 en 1972 net erachter werd gebouwd. 
In 1983 werden het gemeentehuis en de kerk vanwege hun historische en architectonische waarde volledig beschermd als monument. In de jaren 1998 en 1999 werd het gebouw gerestaureerd.

## Huidige functie
Nadat alle gemeentelijke diensten in 1973 waren verhuisd, werd op de begane grond de gemeentelijke bibliotheek ondergebracht. Na de verhuizing van de bibliotheek naar een nieuw gebouw is er in het voormalige gemeentehuis een bezoekerscentrum gevestigd met een toeristisch informatiekantoor, een tentoonstellingsruimte en het documentatiecentrum van de heemkundekring.

## Kenmerken
Het alleenstaande gebouw, dat sinds 1962 een T-vorm heeft, bestaat uit baksteen en is omgeven door een plint uit kalksteen. De hoekstenen zijn van mergelsteen. De bakstenen werden in het Houthalense gehucht Laak vervaardigd en zijn ook voor de kerk gebruikt. De voorgevel telt vijf traveeën en heeft een middenrisaliet. Voor het oud-gemeentehuis bevindt zich een dubbele bordestrap die leidt naar de vroegere raadzaal en de kantoren op de eerste verdieping. De deur onder de trap leidt naar de klaslokalen en de kleine gevangenis op de begane grond. 
Boven de deur op het bordes bevindt zich een uurwerk met de aanduiding van de uren in Romeinse cijfers en de minuten in Arabische cijfers. Via een stangensysteem staat het in verbinding met de grote staande klok in de raadzaal.
Boven het uurwerk bevindt zich een driehoekig fronton dat de gehele breedte van het middenrisaliet in beslag neemt. In het fronton is een reliëfversiering aangebracht die door de Luikenaar André-Martin Vivroux, die ook het stucwerk in de kerk voor zijn rekening had genomen, werd  gebeeldhouwd. Een vergulde zon, het wapenschild van de gemeente, staat centraal in het timpaan. Rond de zon bevinden zich decoratieve bloemmotieven zoals vazen, acanthusbladeren, lauriertwijgen en een lauwerkrans. In het voetstuk onder het wapenschild is het bouwjaar (1788) aangebracht. Het fronton is bekroond met een pijnappel.